# 林廷庸
林廷庸，福建福州府闽县人，明朝政治人物。成化丙戌進士，曾任山東肥城縣知縣。

## 生平
天順三年（1459年），林廷庸中式福建己卯科乡试舉人。成化二年（1466年）中式丙戌科進士，任山東肥城县知縣。
成化五年（1469年），林廷庸和千戶所千戶曹紀為肥城城池增建月城和門樓。